# Drachhausen
Drachhausen (dolnołuż. Hochoza) – gmina w Niemczech, w kraju związkowym Brandenburgia, w powiecie Spree-Neiße, wchodzi w skład urzędu Peitz.
We wsi znajduje się Muzeum regionalne „Kólasko”.